# Attonda nana
Attonda nana là một loài bướm đêm trong họ Noctuidae.